# Eden Roc
Eden Roc è un album pubblicato nel 1999 dal pianista italiano Ludovico Einaudi. Venne registrato il 16 giugno 1999 (dal vivo) a Milano al Piccolo Teatro Studio e dall'8 al 10 luglio 1999 all'Extra Production Studio.

## Tracce
1. Yerevan – 2:24
2. Eden roc – 3:19
3. Fuori dalla notte – 4:56
4. Due tramonti – 4:52
5. Nefeli – 4:11
6. Odessa – 5:47
7. Ultimi fuochi – 4:04
8. Giorni dispari – 5:13
9. Julia – 4:48
10. Fuori dal mondo – 4:56
11. Ultimi fuochi II – 1:29
12. Un mondo a parte – 4:06
13. Password – 4:30
14. Yerevan II – 1:43
15. Exit – 5:53

Durata totale: 62:11